# 西多摩運送
西多摩運送株式会社（にしたまうんそう）は、東京都昭島市に本社を置く総合物流企業。

## 概要
創業は、1944年（昭和19年）東京都西多摩郡内の運送事業者全10社が合同し設立。
主に百貨店配送、通販物流、倉庫業、3PL事業、NTT関連業務、警備業と順次拡大し幅広い事業を展開している。
特に自動車部品のジャスト・イン・タイム輸送や、地域に密着した家具配送・家電配送、首都圏の電報配達業務、貴重品輸送、施設警備業務など、ニーズに対応したサービスを提供している。